# Hans Lagerwall
Hans Lagerwall (Göteborg, 1º marzo 1941 – 5 ottobre 2022) è stato uno schermidore svedese, vincitore di due medaglie d'argento e due di bronzo ai campionati mondiali di scherma.